# Cheilotrichia (Empeda) microtrichiata
Cheilotrichia (Empeda) microtrichiata is een tweevleugelige uit de familie steltmuggen (Limoniidae). De soort komt voor in het Palearctisch gebied.